# Stefano Dacastello
Stefano Dacastello (Bra, 17 febbraio 1980) è un lunghista e velocista italiano, campione italiano assoluto di salto in lungo in tre occasioni.

## Biografia
Cimentatosi in passato anche nella velocità, vanta quale miglior risultato a livello internazionale una medaglia di bronzo alle Universiadi 2005 nel salto in lungo.
Il suo personale nel lungo di 8,17 m, stabilito nel 2004 in occasione del suo primo titolo italiano, costituisce la 5ª miglior prestazione italiana all-time dopo il record italiano di Andrew Howe di 8,47 m, l'8,43 m di Giovanni Evangelisti, l'8,25 di Simone Bianchi e l'8,20 di Nicola Trentin.
Il 25 giugno 2011, con la misura di 7,82 m, batte Andrew Howe ai Campionati italiani assoluti.
Stefano Dacastello, assieme ai compagni di società delle Fiamme Gialle (Stefano Anceschi, Massimiliano Donati e Koura Kaba Fantoni), detiene il record italiano per rappresentative sociali della staffetta 4×100 metri.

## Record nazionali

### Seniores
- Staffetta 4×100 metri (di società): 38"85 ( Valencia, 27 maggio 2006) (Gruppi Sportivi Fiamme Gialle - Stefano Dacastello, Stefano Anceschi, Massimiliano Donati, Koura Kaba Fantoni)

## Progressione

### Salto in lungo
| Stagione | Risultato | Luogo                      | Data      | Rank. Mond. |
| -------- | --------- | -------------------------- | --------- | ----------- |
| 2012     | 7,87 m    | Vila Real de Santo António | 26-5-2012 |             |
| 2011     | 7,82 m    | Torino                     | 25-6-2011 |             |
| 2010     | 7,98 m    | Borgo Valsugana            | 26-9-2010 |             |
| 2009     | 7,58 m    | Milano                     | 1-8-2009  |             |
| 2008     | 7,63 m    | Ancona                     | 2-2-2008  |             |
| 2006     | 7,53 m    | Ancona                     | 18-2-2006 |             |
| 2005     | 7,95 m    | Smirne                     | 18-8-2005 |             |
| 2004     | 8,17 m    | Firenze                    | 10-7-2004 | 30º         |
| 2003     | 8,05 m    | Milano                     | 28-6-2003 |             |
| 2002     | 7,60 m    | Clusone                    | 3-9-2002  |             |
| 2001     | 7,83 m    | Ancona                     | 4-2-2001  |             |
| 2000     | 7,47 m    | Macerata                   | 3-8-2000  |             |

## Palmarès
| Anno | Manifestazione           | Sede           | Evento         | Risultato  | Prestazione | Note  |
| ---- | ------------------------ | -------------- | -------------- | ---------- | ----------- | ----- |
| 2001 | Europei under 23         | Amsterdam      | Salto in lungo | 13º        | 7,51 m      |       |
| 2002 | Europei indoor           | Vienna         | 200 metri      | Batteria   | 21"18       |       |
| 2003 | Mondiali indoor          | Birmingham     | 200 metri      | Semifinale | 21"20       |       |
| 2005 | Giochi del Mediterraneo  | Almería        | Salto in lungo | 9º         | 7,72 m      |       |
| 2005 | Universiade              | Smirne         | Salto in lungo | Bronzo     | 7,95 m      | [ 4 ] |
| 2005 | Giochi mondiali militari | Rio de Janeiro | Salto in lungo | 10º        | 7,41 m      |       |

## Campionati nazionali
- 3 volte campione nazionale del salto in lungo (2004, 2005, 2011)

2004
- Oro ai Campionati italiani assoluti, salto in lungo - 8,17 m

2005
- Oro ai Campionati italiani assoluti, salto in lungo - 7,82 m

2006
- Argento ai campionati italiani assoluti indoor, 60 m piani - 6"74

2011
- Oro ai Campionati italiani assoluti (Torino), salto in lungo - 7,82 m[5]

## Altre competizioni internazionali
2002
- Argento in Coppa Europa ( Annecy), 4×100 metri - 38"89 (con Francesco Scuderi, Alessandro Cavallaro e Marco Torrieri)